# Madracis
Genre
Madracis est un genre de scléractiniaires (coraux durs), de la famille des Astrocoeniidae ou de la famille des Pocilloporidae.

## Liste sous-taxons
Le genre Madracis comprend les espèces suivantes :
Selon World Register of Marine Species (12 août 2015) :
- Madracis asanoi Yabe & Sugiyama, 1936
- Madracis asperula Milne Edwards & Haime, 1849
- Madracis auretenra Locke, Weil & Coates, 2007
- Madracis brueggemanni Ridley, 1881
- Madracis carmabi Vermeij, Diekmann & Bak, 2003
- Madracis decactis Lyman, 1859
- Madracis formosa Wells, 1973
- Madracis fragilis Neves & Johnsson, 2009
- Madracis hellana Milne Edwards & Haime, 1850
- Madracis interjecta Marenzeller, 1907
- Madracis kauaiensis Vaughan, 1907
- Madracis kirbyi Veron & Pichon, 1976
- Madracis myriaster Milne Edwards & Haime, 1850
- Madracis pharensis Heller, 1868
- Madracis profunda Zibrowius, 1980
- Madracis senaria Wells, 1973

Selon ITIS (12 août 2015) :
- Madracis asanoi Yabe & Sugiyama, 1936
- Madracis asperula Milne-Edwards & Haime, 1849
- Madracis brueggemanni Ridley, 1881
- Madracis decactis Lyman, 1859
- Madracis formosa Wells, 1973
- Madracis hellana Milne-Edwards & Haime, 1850
- Madracis interjecta Marenzeller, 1907
- Madracis kauaiensis Vaughan, 1907
- Madracis kirbyi Veron & Pichon, 1976
- Madracis myriaster Milne-Edwards & Haime, 1849
- Madracis pharensis Heller, 1868
- Madracis profunda Zibrowius, 1980
- Madracis senaria Wells, 1974
- Madracis singularis Rehberg, 1892